# Archidiecezja Walencji
Archidiecezja Walencji (łac. Archidioecesis Valentinus) – archidiecezja Kościoła rzymskokatolickiego w Hiszpanii. Jest główną diecezją metropolii Walencji. Została erygowana w 1238. W 1492 została podniesiona do rangi metropolii.